# Great Southern Land
Great Southern Land is een nummer van de Australische band Icehouse uit 1982. Het is de eerste single van hun tweede studioalbum Primitive Man.
"Great Southern Land" is een hommage aan Australië, het thuisland van Icehouse. Frontman Iva Davies schreef het nummer toen hij heimwee kreeg tijdens de eerste internationale tournee van zijn band. Het nummer bereikte de 5e positie in Australië. Ook werd het nummer genomineerd in de categorie 'Beste Australische single' tijdens de Countdown Music Awards. In het Nederlandse taalgebied haalde het nummer de hitparades niet, met de volgende single Hey Little Girl zou Icehouse daar doorbreken.

## Tracklijst
- 7"

1. "Great Southern Land" – 5:07
2. "Uniform" – 4:03

- 12"

1. "Great Southern Land" – 5:05
2. "Uniform" (extended mix) – 6:02